# Williams FW34
O FW34 é o modelo da Williams para a disputa da temporada de 2012. Foi apresentado oficialmente no dia 7 de fevereiro, em Jerez, para os testes da pré-temporada. Equipado com motores Renault, foi pilotado por Pastor Maldonado e Bruno Senna.
Para o Grande Prêmio da Espanha, quinta etapa do campeonato, o modelo recebeu novas peças aerodinâmicas, que foram testadas nos treinos livres de Mugello, na Itália. Durante o treino classificatório, Maldonado surpreendeu e classificou-se na segunda colocação. Após o treino, no entanto, Lewis Hamilton, que havia feito o melhor tempo, foi punido pelos comissários da prova por ter parado o carro logo depois de obter seu melhor tempo, sem completar a volta seguinte por falta de combustível. Dessa maneira, o piloto venezuelano ficou com a pole position.
No GP da Espanha, a Williams voltou a vencer uma corrida depois de quase 8 anos de seca na F1 (vitótia de Juan Pablo Montoya no GP do Brasil de 2004) com o venezualano Pastor Maldonado que herdou a Pole position graças a uma punição de Lewis Hamilton, e por toda a corrida segurou dois campeões mundiais o piloto local Fernando Alonso e o finlandês Kimi Räikkönen conquistando sua primeira vitória na F1 e a primeira vitória venezuelana na história da categoria.
Mesmo tendo carros mais competitivos nos anos de 2014 e 2015: FW36 e FW37, a Williams não conseguiu voltar a vencer na Fórmula 1 e o GP da Espanha de 2012 e a última vitoria da equipe na categoria.

## Resultados[7]
(legenda) (em negrito indica pole position e itálico volta mais rápida)
| Ano  | Chassi | Motor                | Pneus | N° | Pilotos          | 1   | 2   | 3   | 4   | 5   | 6   | 7   | 8   | 9   | 10  | 11  | 12  | 13  | 14  | 15  | 16  | 17  | 18  | 19  | 20  | Pontos | Posição |  |
| ---- | ------ | -------------------- | ----- | -- | ---------------- | --- | --- | --- | --- | --- | --- | --- | --- | --- | --- | --- | --- | --- | --- | --- | --- | --- | --- | --- | --- | ------ | ------- |  |
|      |        |                      |       |    |                  |     |     |     |     |     |     |     |     |     |     |     |     |     |     |     |     |     |     |     |     |        |         |  |
|      |        |                      |       |    |                  | AUS | MAL | CHN | BHR | ESP | MON | CAN | EUR | GBR | GER | HUN | BEL | ITA | CIN | JPN | KOR | IND | ABD | USA | BRA |        |         |  |
| 2012 | FW34   | Renault RS27-2012 V8 | P     | 18 | Pastor Maldonado | 13† | 19† | 8   | Ret | 1   | Ret | 13  | 12  | 16  | 15  | 13  | Ret | 11  | Ret | 8   | 14  | 16  | 5   | 9   | Ret | 76     | 8º      |  |
| 2012 | FW34   | Renault RS27-2012 V8 | P     | 19 | Bruno Senna      | 16† | 6   | 7   | 22† | Ret | 10  | 17  | 10  | 9   | 17  | 7   | 12  | 10  | 18† | 14  | 15  | 10  | 8   | 10  | Ret | 76     | 8º      |  |

† Completou mais de 90% da distância da corrida.